# Tour de Eslovenia 2025
La 31.ª edición del Tour de Eslovenia fue una carrera de ciclismo en ruta por etapas que se celebró entre el 4 y el 8 de junio de 2025 en Eslovenia, con inicio en la ciudad de Piran y final en la ciudad de Novo Mesto sobre un recorrido de 804.4 km.
La prueba hizo parte del UCI ProSeries 2025, dentro de la categoría 2.Pro. El vencedor fue el noruego Anders Halland Johannessen del Uno-X Mobility, quien estuvo acompañado en el podio por el austriaco Felix Großschartner del UAE Emirates XRG y el británico Tao Geoghegan Hart del Lidl-Trek, segundo y tercer clasificado respectivamente.

## Equipos participantes
Tomaron parte en la carrera 19 equipos de los cuales 4 fueron de categoría UCI WorldTeam, 10 de categoría UCI ProTeam y 5 de categoría Continental, quienes formaron un pelotón de 132 ciclistas de los que terminaron 109. Los equipos participantes fueron:
| WorldTeams (4)- Bahrain-Victorious - Lidl-Trek - Team Jayco AlUla - UAE Team Emirates XRG ProTeams (10)- Caja Rural-Seguros RGA - Equipo Kern Pharma - Euskaltel-Euskadi - Team Polti VisitMalta - Solution Tech-Vini Fantini - Unibet Tietema Rockets - Burgos-Burpellet-BH - Uno-X Mobility - VF Group-Bardiani CSF-Faizanè - Q36.5 Pro Cycling Team Equipos continentales (5)- Adria Mobil - Pogi Team Ljubljana Gusto - Pierre Baguette Cycling - Factor Racing - Benotti Berthold |
| |

## Etapas
| Etapa     | Fecha    | Recorrido                          | type                   | Distancia (km) | Desnivel (m) | Ganador           | Líder                      |
| --------- | -------- | ---------------------------------- | ---------------------- | -------------- | ------------ | ----------------- | -------------------------- |
| 1.ª etapa | 4 de jun | Piran – Škofljica                  | etapa escarpada        | 168,7          | 1838 m       | Dylan Groenewegen | Dylan Groenewegen          |
| 2.ª etapa | 5 de jun | Velenje – Rogaška Slatina          | etapa escarpada        | 157,8          | 1842 m       | Fabio Christen    | Fabio Christen             |
| 3.ª etapa | 6 de jun | Municipalidad del Majšperk – Ormož | etapa llana            | 173,4          | 1382 m       | Dylan Groenewegen | Fabio Christen             |
| 4.ª etapa | 7 de jun | Maribor – Golte                    | etapa de media montaña | 175,2          | 3014 m       | Kyrylo Tsarenko   | Anders Halland Johannessen |
| 5.ª etapa | 8 de jun | Litija – Novo Mesto                | etapa escarpada        | 123,9          | 1847 m       | Rui Oliveira      | Anders Halland Johannessen |

## Desarrollo de la carrera

### 1.ª etapa
| Piran - Škofljica | etapa escarpada | (168,7 km) |

| \| Clasificación de la etapa \| Clasificación de la etapa \| Clasificación de la etapa \| Clasificación de la etapa \| Clasificación de la etapa \| \| Ciclista \| Ciclista \| Equipo \| Tiempo \| \| \| ------------------------- \| ------------------------- \| ----------------------------- \| ------------------------- \| ------------------------- \| \| 1.º \| Dylan Groenewegen \| Team Jayco AlUla \| 3 h 49 min 21 s \| \| \| 2.º \| Phil Bauhaus \| Bahrain Victorious \| + 0 s \| \| \| 3.º \| Manuel Peñalver \| Team Polti VisitMalta \| + 0 s \| \| \| 4.º \| Tim Torn Teutenberg \| Lidl-Trek \| + 0 s \| \| \| 5.º \| Juan Sebastián Molano \| UAE Team Emirates XRG \| + 0 s \| \| \| 6.º \| Luca Colnaghi \| VF Group-Bardiani CSF-Faizanè \| + 0 s \| \| \| 7.º \| Tilen Finkšt \| Adria Mobil \| + 0 s \| \| \| 8.º \| Sakarias Koller Løland \| Uno-X Mobility \| + 0 s \| \| \| 9.º \| Žak Eržen \| Bahrain Victorious \| + 0 s \| \| \| 10.º \| Davide Bomboi \| Unibet Tietema Rockets \| + 0 s \| \| |                        |                               |                 |
| |                        |                               |                 |
| |                        |                               |                 |
| Clasificación de la etapa |                        |                               |                 |
| Ciclista | Ciclista               | Equipo                        | Tiempo          |
| 1.º | Dylan Groenewegen      | Team Jayco AlUla              | 3 h 49 min 21 s |
| 2.º | Phil Bauhaus           | Bahrain Victorious            | + 0 s           |
| 3.º | Manuel Peñalver        | Team Polti VisitMalta         | + 0 s           |
| 4.º | Tim Torn Teutenberg    | Lidl-Trek                     | + 0 s           |
| 5.º | Juan Sebastián Molano  | UAE Team Emirates XRG         | + 0 s           |
| 6.º | Luca Colnaghi          | VF Group-Bardiani CSF-Faizanè | + 0 s           |
| 7.º | Tilen Finkšt           | Adria Mobil                   | + 0 s           |
| 8.º | Sakarias Koller Løland | Uno-X Mobility                | + 0 s           |
| 9.º | Žak Eržen              | Bahrain Victorious            | + 0 s           |
| 10.º | Davide Bomboi          | Unibet Tietema Rockets        | + 0 s           |

| \| Clasificación general \| Clasificación general \| Clasificación general \| Clasificación general \| Clasificación general \| \| Ciclista \| Ciclista \| Equipo \| Tiempo \| \| \| --------------------- \| --------------------- \| ----------------------------- \| --------------------- \| --------------------- \| \| 1.º \| Dylan Groenewegen \| Team Jayco AlUla \| 3 h 49 min 11 s \| \| \| 2.º \| Fabio Christen \| Q36.5 Pro Cycling Team \| + 1 s \| \| \| 3.º \| Phil Bauhaus \| Bahrain Victorious \| + 4 s \| \| \| 4.º \| Manuel Peñalver \| Team Polti VisitMalta \| + 6 s \| \| \| 5.º \| Matic Žumer \| Adria Mobil \| + 7 s \| \| \| 6.º \| António Morgado \| UAE Team Emirates XRG \| + 8 s \| \| \| 7.º \| Fernando Barceló \| Caja Rural-Seguros RGA \| + 9 s \| \| \| 8.º \| Tim Torn Teutenberg \| Lidl-Trek \| + 10 s \| \| \| 9.º \| Juan Sebastián Molano \| UAE Team Emirates XRG \| + 10 s \| \| \| 10.º \| Luca Colnaghi \| VF Group-Bardiani CSF-Faizanè \| + 10 s \| \| |                       |                               |                 |
| |                       |                               |                 |
| |                       |                               |                 |
| Clasificación general |                       |                               |                 |
| Ciclista | Ciclista              | Equipo                        | Tiempo          |
| 1.º | Dylan Groenewegen     | Team Jayco AlUla              | 3 h 49 min 11 s |
| 2.º | Fabio Christen        | Q36.5 Pro Cycling Team        | + 1 s           |
| 3.º | Phil Bauhaus          | Bahrain Victorious            | + 4 s           |
| 4.º | Manuel Peñalver       | Team Polti VisitMalta         | + 6 s           |
| 5.º | Matic Žumer           | Adria Mobil                   | + 7 s           |
| 6.º | António Morgado       | UAE Team Emirates XRG         | + 8 s           |
| 7.º | Fernando Barceló      | Caja Rural-Seguros RGA        | + 9 s           |
| 8.º | Tim Torn Teutenberg   | Lidl-Trek                     | + 10 s          |
| 9.º | Juan Sebastián Molano | UAE Team Emirates XRG         | + 10 s          |
| 10.º | Luca Colnaghi         | VF Group-Bardiani CSF-Faizanè | + 10 s          |

### 2.ª etapa
| Velenje - Rogaška Slatina | etapa escarpada | (157,8 km) |

| \| Clasificación de la etapa \| Clasificación de la etapa \| Clasificación de la etapa \| Clasificación de la etapa \| Clasificación de la etapa \| \| Ciclista \| Ciclista \| Equipo \| Tiempo \| \| \| ------------------------- \| -------------------------- \| ------------------------- \| ------------------------- \| ------------------------- \| \| 1.º \| Fabio Christen \| Q36.5 Pro Cycling Team \| 3 h 44 min 31 s \| \| \| 2.º \| Anders Halland Johannessen \| Uno-X Mobility \| + 0 s \| \| \| 3.º \| Tao Geoghegan Hart \| Lidl-Trek \| + 0 s \| \| \| 4.º \| Felix Großschartner \| UAE Team Emirates XRG \| + 0 s \| \| \| 5.º \| Jakob Omrzel \| Bahrain-Victorious \| + 0 s \| \| \| 6.º \| Rui Oliveira \| UAE Team Emirates XRG \| + 0 s \| \| \| 7.º \| Sjoerd Bax \| Q36.5 Pro Cycling Team \| + 6 s \| \| \| 8.º \| Nicolò Parisini \| Q36.5 Pro Cycling Team \| + 53 s \| \| \| 9.º \| Sakarias Koller Løland \| Uno-X Mobility \| + 53 s \| \| \| 10.º \| Tim Torn Teutenberg \| Lidl-Trek \| + 53 s \| \| |                            |                        |                 |
| |                            |                        |                 |
| |                            |                        |                 |
| Clasificación de la etapa |                            |                        |                 |
| Ciclista | Ciclista                   | Equipo                 | Tiempo          |
| 1.º | Fabio Christen             | Q36.5 Pro Cycling Team | 3 h 44 min 31 s |
| 2.º | Anders Halland Johannessen | Uno-X Mobility         | + 0 s           |
| 3.º | Tao Geoghegan Hart         | Lidl-Trek              | + 0 s           |
| 4.º | Felix Großschartner        | UAE Team Emirates XRG  | + 0 s           |
| 5.º | Jakob Omrzel               | Bahrain-Victorious     | + 0 s           |
| 6.º | Rui Oliveira               | UAE Team Emirates XRG  | + 0 s           |
| 7.º | Sjoerd Bax                 | Q36.5 Pro Cycling Team | + 6 s           |
| 8.º | Nicolò Parisini            | Q36.5 Pro Cycling Team | + 53 s          |
| 9.º | Sakarias Koller Løland     | Uno-X Mobility         | + 53 s          |
| 10.º | Tim Torn Teutenberg        | Lidl-Trek              | + 53 s          |

| \| Clasificación general \| Clasificación general \| Clasificación general \| Clasificación general \| Clasificación general \| \| Ciclista \| Ciclista \| Equipo \| Tiempo \| \| \| --------------------- \| -------------------------- \| ----------------------------------- \| --------------------- \| --------------------- \| \| 1.º \| Fabio Christen \| Q36.5 Pro Cycling Team \| 7 h 33 min 27 s \| \| \| 2.º \| Anders Halland Johannessen \| Uno-X Mobility \| + 16 s \| \| \| 3.º \| Tao Geoghegan Hart \| Lidl-Trek \| + 21 s \| \| \| 4.º \| Rui Oliveira \| UAE Team Emirates XRG \| + 25 s \| \| \| 5.º \| Felix Großschartner \| UAE Team Emirates XRG \| + 25 s \| \| \| 6.º \| Jakob Omrzel \| Bahrain Victorious Development Team \| + 25 s \| \| \| 7.º \| Sjoerd Bax \| Q36.5 Pro Cycling Team \| + 31 s \| \| \| 8.º \| Fernando Barceló \| Caja Rural-Seguros RGA \| + 1 min 15 s \| \| \| 9.º \| António Morgado \| UAE Team Emirates XRG \| + 1 min 16 s \| \| \| 10.º \| Tim Torn Teutenberg \| Lidl-Trek \| + 1 min 18 s \| \| |                            |                                     |                 |
| |                            |                                     |                 |
| |                            |                                     |                 |
| Clasificación general |                            |                                     |                 |
| Ciclista | Ciclista                   | Equipo                              | Tiempo          |
| 1.º | Fabio Christen             | Q36.5 Pro Cycling Team              | 7 h 33 min 27 s |
| 2.º | Anders Halland Johannessen | Uno-X Mobility                      | + 16 s          |
| 3.º | Tao Geoghegan Hart         | Lidl-Trek                           | + 21 s          |
| 4.º | Rui Oliveira               | UAE Team Emirates XRG               | + 25 s          |
| 5.º | Felix Großschartner        | UAE Team Emirates XRG               | + 25 s          |
| 6.º | Jakob Omrzel               | Bahrain Victorious Development Team | + 25 s          |
| 7.º | Sjoerd Bax                 | Q36.5 Pro Cycling Team              | + 31 s          |
| 8.º | Fernando Barceló           | Caja Rural-Seguros RGA              | + 1 min 15 s    |
| 9.º | António Morgado            | UAE Team Emirates XRG               | + 1 min 16 s    |
| 10.º | Tim Torn Teutenberg        | Lidl-Trek                           | + 1 min 18 s    |

### 3.ª etapa
| Municipalidad del Majšperk - Ormož | etapa llana | (173,4 km) |

| \| Clasificación de la etapa \| Clasificación de la etapa \| Clasificación de la etapa \| Clasificación de la etapa \| Clasificación de la etapa \| \| Ciclista \| Ciclista \| Equipo \| Tiempo \| \| \| ------------------------- \| ------------------------- \| ----------------------------- \| ------------------------- \| ------------------------- \| \| 1.º \| Dylan Groenewegen \| Team Jayco AlUla \| 3 h 57 min 48 s \| \| \| 2.º \| Juan Sebastián Molano \| UAE Team Emirates XRG \| + 0 s \| \| \| 3.º \| Phil Bauhaus \| Bahrain Victorious \| + 0 s \| \| \| 4.º \| Tim Torn Teutenberg \| Lidl-Trek \| + 0 s \| \| \| 5.º \| Manuel Peñalver \| Team Polti VisitMalta \| + 0 s \| \| \| 6.º \| Tilen Finkšt \| Adria Mobil \| + 0 s \| \| \| 7.º \| Carl-Frederik Bévort \| Uno-X Mobility \| + 0 s \| \| \| 8.º \| Nicolò Parisini \| Q36.5 Pro Cycling Team \| + 0 s \| \| \| 9.º \| Fernando Barceló \| Caja Rural-Seguros RGA \| + 0 s \| \| \| 10.º \| Luca Colnaghi \| VF Group-Bardiani CSF-Faizanè \| + 0 s \| \| |                       |                               |                 |
| |                       |                               |                 |
| |                       |                               |                 |
| Clasificación de la etapa |                       |                               |                 |
| Ciclista | Ciclista              | Equipo                        | Tiempo          |
| 1.º | Dylan Groenewegen     | Team Jayco AlUla              | 3 h 57 min 48 s |
| 2.º | Juan Sebastián Molano | UAE Team Emirates XRG         | + 0 s           |
| 3.º | Phil Bauhaus          | Bahrain Victorious            | + 0 s           |
| 4.º | Tim Torn Teutenberg   | Lidl-Trek                     | + 0 s           |
| 5.º | Manuel Peñalver       | Team Polti VisitMalta         | + 0 s           |
| 6.º | Tilen Finkšt          | Adria Mobil                   | + 0 s           |
| 7.º | Carl-Frederik Bévort  | Uno-X Mobility                | + 0 s           |
| 8.º | Nicolò Parisini       | Q36.5 Pro Cycling Team        | + 0 s           |
| 9.º | Fernando Barceló      | Caja Rural-Seguros RGA        | + 0 s           |
| 10.º | Luca Colnaghi         | VF Group-Bardiani CSF-Faizanè | + 0 s           |

| \| Clasificación general \| Clasificación general \| Clasificación general \| Clasificación general \| Clasificación general \| \| Ciclista \| Ciclista \| Equipo \| Tiempo \| \| \| --------------------- \| -------------------------- \| ----------------------------------- \| --------------------- \| --------------------- \| \| 1.º \| Fabio Christen \| Q36.5 Pro Cycling Team \| 11 h 31 min 15 s \| \| \| 2.º \| Anders Halland Johannessen \| Uno-X Mobility \| + 16 s \| \| \| 3.º \| Tao Geoghegan Hart \| Lidl-Trek \| + 21 s \| \| \| 4.º \| Rui Oliveira \| UAE Team Emirates XRG \| + 25 s \| \| \| 5.º \| Felix Großschartner \| UAE Team Emirates XRG \| + 25 s \| \| \| 6.º \| Jakob Omrzel \| Bahrain Victorious Development Team \| + 25 s \| \| \| 7.º \| Sjoerd Bax \| Q36.5 Pro Cycling Team \| + 31 s \| \| \| 8.º \| Mikel Retegi \| Equipo Kern Pharma \| + 1 min 10 s \| \| \| 9.º \| Fernando Barceló \| Caja Rural-Seguros RGA \| + 1 min 15 s \| \| \| 10.º \| António Morgado \| UAE Team Emirates XRG \| + 1 min 16 s \| \| |                            |                                     |                  |
| |                            |                                     |                  |
| |                            |                                     |                  |
| Clasificación general |                            |                                     |                  |
| Ciclista | Ciclista                   | Equipo                              | Tiempo           |
| 1.º | Fabio Christen             | Q36.5 Pro Cycling Team              | 11 h 31 min 15 s |
| 2.º | Anders Halland Johannessen | Uno-X Mobility                      | + 16 s           |
| 3.º | Tao Geoghegan Hart         | Lidl-Trek                           | + 21 s           |
| 4.º | Rui Oliveira               | UAE Team Emirates XRG               | + 25 s           |
| 5.º | Felix Großschartner        | UAE Team Emirates XRG               | + 25 s           |
| 6.º | Jakob Omrzel               | Bahrain Victorious Development Team | + 25 s           |
| 7.º | Sjoerd Bax                 | Q36.5 Pro Cycling Team              | + 31 s           |
| 8.º | Mikel Retegi               | Equipo Kern Pharma                  | + 1 min 10 s     |
| 9.º | Fernando Barceló           | Caja Rural-Seguros RGA              | + 1 min 15 s     |
| 10.º | António Morgado            | UAE Team Emirates XRG               | + 1 min 16 s     |

### 4.ª etapa
| Maribor - Golte | etapa de media montaña | (175,2 km) |

| \| Clasificación de la etapa \| Clasificación de la etapa \| Clasificación de la etapa \| Clasificación de la etapa \| Clasificación de la etapa \| \| Ciclista \| Ciclista \| Equipo \| Tiempo \| \| \| ------------------------- \| -------------------------- \| ------------------------------- \| ------------------------- \| ------------------------- \| \| 1.º \| Kyrylo Tsarenko \| Team Solution Tech-Vini Fantini \| 4 h 37 min 46 s \| \| \| 2.º \| Samuele Zoccarato \| Team Polti VisitMalta \| + 28 s \| \| \| 3.º \| Anders Halland Johannessen \| Uno-X Mobility \| + 38 s \| \| \| 4.º \| Felix Großschartner \| UAE Team Emirates XRG \| + 41 s \| \| \| 5.º \| Johannes Kulset \| Uno-X Mobility \| + 47 s \| \| \| 6.º \| Tao Geoghegan Hart \| Lidl-Trek \| + 48 s \| \| \| 7.º \| Jan Castellon \| Caja Rural-Seguros RGA \| + 52 s \| \| \| 8.º \| Jakob Omrzel \| Bahrain-Victorious \| + 1 min 00 s \| \| \| 9.º \| José Félix Parra \| Equipo Kern Pharma \| + 1 min 02 s \| \| \| 10.º \| Fernando Barceló \| Caja Rural-Seguros RGA \| + 1 min 02 s \| \| |                            |                                 |                 |
| |                            |                                 |                 |
| |                            |                                 |                 |
| Clasificación de la etapa |                            |                                 |                 |
| Ciclista | Ciclista                   | Equipo                          | Tiempo          |
| 1.º | Kyrylo Tsarenko            | Team Solution Tech-Vini Fantini | 4 h 37 min 46 s |
| 2.º | Samuele Zoccarato          | Team Polti VisitMalta           | + 28 s          |
| 3.º | Anders Halland Johannessen | Uno-X Mobility                  | + 38 s          |
| 4.º | Felix Großschartner        | UAE Team Emirates XRG           | + 41 s          |
| 5.º | Johannes Kulset            | Uno-X Mobility                  | + 47 s          |
| 6.º | Tao Geoghegan Hart         | Lidl-Trek                       | + 48 s          |
| 7.º | Jan Castellon              | Caja Rural-Seguros RGA          | + 52 s          |
| 8.º | Jakob Omrzel               | Bahrain-Victorious              | + 1 min 00 s    |
| 9.º | José Félix Parra           | Equipo Kern Pharma              | + 1 min 02 s    |
| 10.º | Fernando Barceló           | Caja Rural-Seguros RGA          | + 1 min 02 s    |

| \| Clasificación general \| Clasificación general \| Clasificación general \| Clasificación general \| Clasificación general \| \| Ciclista \| Ciclista \| Equipo \| Tiempo \| \| \| --------------------- \| -------------------------- \| ----------------------------- \| --------------------- \| --------------------- \| \| 1.º \| Anders Halland Johannessen \| Uno-X Mobility \| 16 h 09 min 51 s \| \| \| 2.º \| Felix Großschartner \| UAE Team Emirates XRG \| + 16 s \| \| \| 3.º \| Tao Geoghegan Hart \| Lidl-Trek \| + 19 s \| \| \| 4.º \| Jakob Omrzel \| Bahrain-Victorious \| + 35 s \| \| \| 5.º \| Fabio Christen \| Q36.5 Pro Cycling Team \| + 50 s \| \| \| 6.º \| Johannes Kulset \| Uno-X Mobility \| + 1 min 15 s \| \| \| 7.º \| Jan Castellon \| Caja Rural-Seguros RGA \| + 1 min 20 s \| \| \| 8.º \| Fernando Barceló \| Caja Rural-Seguros RGA \| + 1 min 27 s \| \| \| 9.º \| José Félix Parra \| Equipo Kern Pharma \| + 1 min 30 s \| \| \| 10.º \| Alex Tolio \| VF Group-Bardiani CSF-Faizanè \| + 1 min 32 s \| \| |                            |                               |                  |
| |                            |                               |                  |
| |                            |                               |                  |
| Clasificación general |                            |                               |                  |
| Ciclista | Ciclista                   | Equipo                        | Tiempo           |
| 1.º | Anders Halland Johannessen | Uno-X Mobility                | 16 h 09 min 51 s |
| 2.º | Felix Großschartner        | UAE Team Emirates XRG         | + 16 s           |
| 3.º | Tao Geoghegan Hart         | Lidl-Trek                     | + 19 s           |
| 4.º | Jakob Omrzel               | Bahrain-Victorious            | + 35 s           |
| 5.º | Fabio Christen             | Q36.5 Pro Cycling Team        | + 50 s           |
| 6.º | Johannes Kulset            | Uno-X Mobility                | + 1 min 15 s     |
| 7.º | Jan Castellon              | Caja Rural-Seguros RGA        | + 1 min 20 s     |
| 8.º | Fernando Barceló           | Caja Rural-Seguros RGA        | + 1 min 27 s     |
| 9.º | José Félix Parra           | Equipo Kern Pharma            | + 1 min 30 s     |
| 10.º | Alex Tolio                 | VF Group-Bardiani CSF-Faizanè | + 1 min 32 s     |

### 5.ª etapa
| Litija - Novo Mesto | etapa escarpada | (123,9 km) |

| \| Clasificación de la etapa \| Clasificación de la etapa \| Clasificación de la etapa \| Clasificación de la etapa \| Clasificación de la etapa \| \| Ciclista \| Ciclista \| Equipo \| Tiempo \| \| \| ------------------------- \| ------------------------- \| ------------------------------- \| ------------------------- \| ------------------------- \| \| 1.º \| Rui Oliveira \| UAE Team Emirates XRG \| 2 h 56 min 16 s \| \| \| 2.º \| Andrea Bagioli \| Lidl-Trek \| + 0 s \| \| \| 3.º \| Fernando Barceló \| Caja Rural-Seguros RGA \| + 0 s \| \| \| 4.º \| Fabio Christen \| Q36.5 Pro Cycling Team \| + 0 s \| \| \| 5.º \| Ludovico Crescioli \| Team Polti VisitMalta \| + 0 s \| \| \| 6.º \| Jelte Krijnsen \| Team Jayco AlUla \| + 0 s \| \| \| 7.º \| Jakob Omrzel \| Bahrain-Victorious \| + 0 s \| \| \| 8.º \| Lorenzo Quartucci \| Team Solution Tech-Vini Fantini \| + 0 s \| \| \| 9.º \| Matteo Scalco \| VF Group-Bardiani CSF-Faizanè \| + 0 s \| \| \| 10.º \| Eric Fagúndez \| Burgos-Burpellet-BH \| + 0 s \| \| |                    |                                 |                 |
| |                    |                                 |                 |
| |                    |                                 |                 |
| Clasificación de la etapa |                    |                                 |                 |
| Ciclista | Ciclista           | Equipo                          | Tiempo          |
| 1.º | Rui Oliveira       | UAE Team Emirates XRG           | 2 h 56 min 16 s |
| 2.º | Andrea Bagioli     | Lidl-Trek                       | + 0 s           |
| 3.º | Fernando Barceló   | Caja Rural-Seguros RGA          | + 0 s           |
| 4.º | Fabio Christen     | Q36.5 Pro Cycling Team          | + 0 s           |
| 5.º | Ludovico Crescioli | Team Polti VisitMalta           | + 0 s           |
| 6.º | Jelte Krijnsen     | Team Jayco AlUla                | + 0 s           |
| 7.º | Jakob Omrzel       | Bahrain-Victorious              | + 0 s           |
| 8.º | Lorenzo Quartucci  | Team Solution Tech-Vini Fantini | + 0 s           |
| 9.º | Matteo Scalco      | VF Group-Bardiani CSF-Faizanè   | + 0 s           |
| 10.º | Eric Fagúndez      | Burgos-Burpellet-BH             | + 0 s           |

## Clasificaciones finales
Las clasificaciones finalizaron de la siguiente forma:

### Clasificación general
| \| Clasificación general \| Clasificación general \| Clasificación general \| Clasificación general \| Clasificación general \| \| Ciclista \| Ciclista \| Equipo \| Tiempo \| \| \| --------------------- \| -------------------------- \| ----------------------------- \| --------------------- \| --------------------- \| \| 1.º \| Anders Halland Johannessen \| Uno-X Mobility \| 19 h 06 min 07 s \| \| \| 2.º \| Felix Großschartner \| UAE Team Emirates XRG \| + 14 s \| \| \| 3.º \| Tao Geoghegan Hart \| Lidl-Trek \| + 19 s \| \| \| 4.º \| Jakob Omrzel \| Bahrain-Victorious \| + 35 s \| \| \| 5.º \| Fabio Christen \| Q36.5 Pro Cycling Team \| + 50 s \| \| \| 6.º \| Johannes Kulset \| Uno-X Mobility \| + 1 min 15 s \| \| \| 7.º \| Jan Castellon \| Caja Rural-Seguros RGA \| + 1 min 20 s \| \| \| 8.º \| Fernando Barceló \| Caja Rural-Seguros RGA \| + 1 min 23 s \| \| \| 9.º \| José Félix Parra \| Equipo Kern Pharma \| + 1 min 24 s \| \| \| 10.º \| Alex Tolio \| VF Group-Bardiani CSF-Faizanè \| + 1 min 32 s \| \| |                            |                               |                  |
| |                            |                               |                  |
| |                            |                               |                  |
| Clasificación general |                            |                               |                  |
| Ciclista | Ciclista                   | Equipo                        | Tiempo           |
| 1.º | Anders Halland Johannessen | Uno-X Mobility                | 19 h 06 min 07 s |
| 2.º | Felix Großschartner        | UAE Team Emirates XRG         | + 14 s           |
| 3.º | Tao Geoghegan Hart         | Lidl-Trek                     | + 19 s           |
| 4.º | Jakob Omrzel               | Bahrain-Victorious            | + 35 s           |
| 5.º | Fabio Christen             | Q36.5 Pro Cycling Team        | + 50 s           |
| 6.º | Johannes Kulset            | Uno-X Mobility                | + 1 min 15 s     |
| 7.º | Jan Castellon              | Caja Rural-Seguros RGA        | + 1 min 20 s     |
| 8.º | Fernando Barceló           | Caja Rural-Seguros RGA        | + 1 min 23 s     |
| 9.º | José Félix Parra           | Equipo Kern Pharma            | + 1 min 24 s     |
| 10.º | Alex Tolio                 | VF Group-Bardiani CSF-Faizanè | + 1 min 32 s     |

### Clasificación por puntos
| Clasificación por puntos | Clasificación por puntos | Clasificación por puntos | Clasificación por puntos | Clasificación por puntos |
| Ciclista                 | Ciclista                 | Equipo                   | Puntos                   |                          |
| ------------------------ | ------------------------ | ------------------------ | ------------------------ | ------------------------ |

### Clasificación de la montaña
| Clasificación de la montaña | Clasificación de la montaña | Clasificación de la montaña | Clasificación de la montaña | Clasificación de la montaña |
| Ciclista                    | Ciclista                    | Equipo                      | Puntos                      |                             |
| --------------------------- | --------------------------- | --------------------------- | --------------------------- | --------------------------- |

### Clasificación de los jóvenes
| Clasificación del mejor joven | Clasificación del mejor joven | Clasificación del mejor joven | Clasificación del mejor joven | Clasificación del mejor joven |
| Ciclista                      | Ciclista                      | Equipo                        | Tiempo                        |                               |
| ----------------------------- | ----------------------------- | ----------------------------- | ----------------------------- | ----------------------------- |

### Clasificación por equipos
| Clasificación por equipos | Clasificación por equipos | Clasificación por equipos | Clasificación por equipos |
| Equipo                    | Equipo                    | Tiempo                    |                           |
| ------------------------- | ------------------------- | ------------------------- | ------------------------- |

## Evolución de las clasificaciones
| Etapa                   |                         | Ganador _         | Clasificación general      | Puntos            | Montaña        | Jóvenes         | Equipo _                      |
| ----------------------- | ----------------------- | ----------------- | -------------------------- | ----------------- | -------------- | --------------- | ----------------------------- |
| 1.ª etapa               | etapa escarpada         | Dylan Groenewegen | Dylan Groenewegen          | Dylan Groenewegen | Fabio Christen | António Morgado | UAE Team Emirates XRG         |
| 2.ª etapa               | etapa escarpada         | Fabio Christen    | Fabio Christen             | Fabio Christen    | Fabio Christen | Jakob Omrzel    | UAE Team Emirates XRG         |
| 3.ª etapa               | etapa llana             | Dylan Groenewegen | Fabio Christen             | Dylan Groenewegen | Fabio Christen | Jakob Omrzel    | UAE Team Emirates XRG         |
| 4.ª etapa               | etapa de media montaña  | Kyrylo Tsarenko   | Anders Halland Johannessen | Dylan Groenewegen | Fabio Christen | Jakob Omrzel    | Caja Rural-Seguros RGA        |
| 5.ª etapa               | etapa escarpada         | Rui Oliveira      | Anders Halland Johannessen | Fabio Christen    | Fabio Christen | Jakob Omrzel    | VF Group-Bardiani CSF-Faizanè |
| Clasificaciones finales | Clasificaciones finales |                   | Anders Halland Johannessen | no otorgado       | no otorgado    | no otorgado     | no otorgado                   |

## UCI World Ranking
El Tour de Eslovenia otorgó puntos para el UCI World Ranking para corredores de los equipos en las categorías UCI WorldTeam, UCI ProTeam y Continental. Las siguientes tablas son el baremo de puntuación y los diez corredores que obtuvieron más puntos:
| Posición              | 1.º | 2.º | 3.º | 4.º | 5.º | 6.º | 7.º | 8.º | 9.º | 10.º | 11.º | 12.º | 13.º | 14.º | 15.º | 16.º-30.º | 31.º-40.º |
| Clasificación general | 200 | 150 | 125 | 100 | 85  | 70  | 60  | 50  | 40  | 35   | 30   | 25   | 20   | 15   | 10   | 5         | 3         |
| Por etapa             | 20  | 15  | 10  | 5   | 3   |     |     |     |     |      |      |      |      |      |      |           |           |
| Líder                 | 5   |     |     |     |     |     |     |     |     |      |      |      |      |      |      |           |           |

| Clasificación |                            |                        |         |       |       |       |
| Posición      | Ciclista                   | Equipo                 | General | Etapa | Líder | Total |
| ------------- | -------------------------- | ---------------------- | ------- | ----- | ----- | ----- |
| 1.º           | Anders Halland Johannessen | Uno-X Mobility         | 200     | 25    | 5     | 230   |
| 2.º           | Felix Großschartner        | UAE Emirates XRG       | 150     | 10    | -     | 160   |
| 3.º           | Tao Geoghegan Hart         | Lidl-Trek              | 125     | 10    | -     | 135   |
| 4.º           | Fabio Christen             | Q36.5                  | 85      | 25    | 10    | 120   |
| 5.º           | Jakob Omrzel               | Bahrain Victorious     | 100     | 3     | -     | 103   |
| 6.º           | Johannes Kulset            | Uno-X Mobility         | 70      | 3     | -     | 73    |
| 7.º           | Jan Castellón              | Caja Rural-Seguros RGA | 60      | -     | -     | 60    |
| 8.º           | Fernando Barceló           | Caja Rural-Seguros RGA | 50      | 10    | -     | 60    |
| 9.º           | Dylan Groenewegen          | Jayco AlUla            | -       | 40    | 5     | 45    |
| 10.º          | José Félix Parra           | Kern Pharma            | 40      | -     | -     | 40    |